# クリストフ・シュヴァルツ
クリストフ・シュヴァルツ（Christoph Schwartz、姓の綴りは Schwarzとも、 1548年頃 - 1592年4月15日）は、ドイツの画家である。バイエルン公国の宮廷画家を務め、宗教画を描いた。

## 略歴
ミュンヘンで金細工師の息子に生まれた。1560年から1566年の間、バイエルン公アルブレヒト5世の宮廷画家であったメルヒオール・ボックスベルガー（Melchior Bocksberger: c.1537-1587）の弟子になり油絵やフレスコ画を学んだ。1566年にアウクスブルクでも修行した後、ミュンヘンに戻り、1569年に市民権と画家組合の親方職の資格を得た。1570年にヴェローナに旅し、その後ヴェネツィアで修行し、ラファエロ（1483-1520）やティントレット（1518-1594）といった巨匠たち作品から影響を受けた。
3年後、ミュンヘンに戻り、1573年にミュンヘン市の画家になり、翌年には宮廷画家となった。バイエルン公国で鉱山・金融を営んだ有力な一族のフッガー家をはじめとして多くの注文を受け、1584年にはフッガー家の注文で祭壇画「雲上の聖母子」を制作した。この作品は、ミュンヘンの聖アンナ・イム・レーヘル教会（Klosterkirche St. Anna im Lehel）の前身であるイエズス会聖サルヴァトール教会（Jesuitenkirche St.Salvator）のために制作された。
代表作にはミュンヘンの聖ミヒャエル教会(Jesuitenkirche St.Michael)の主祭壇画の『堕天使ルシファーの失墜』などがある。
1592年にミュンヘンで亡くなった。

## 作品

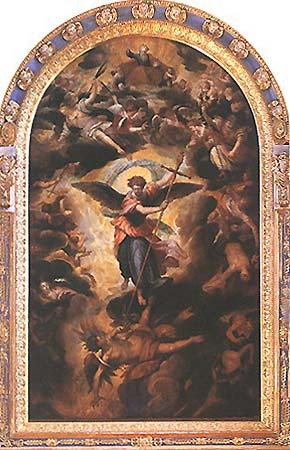
『堕天使ルシファーの失墜』
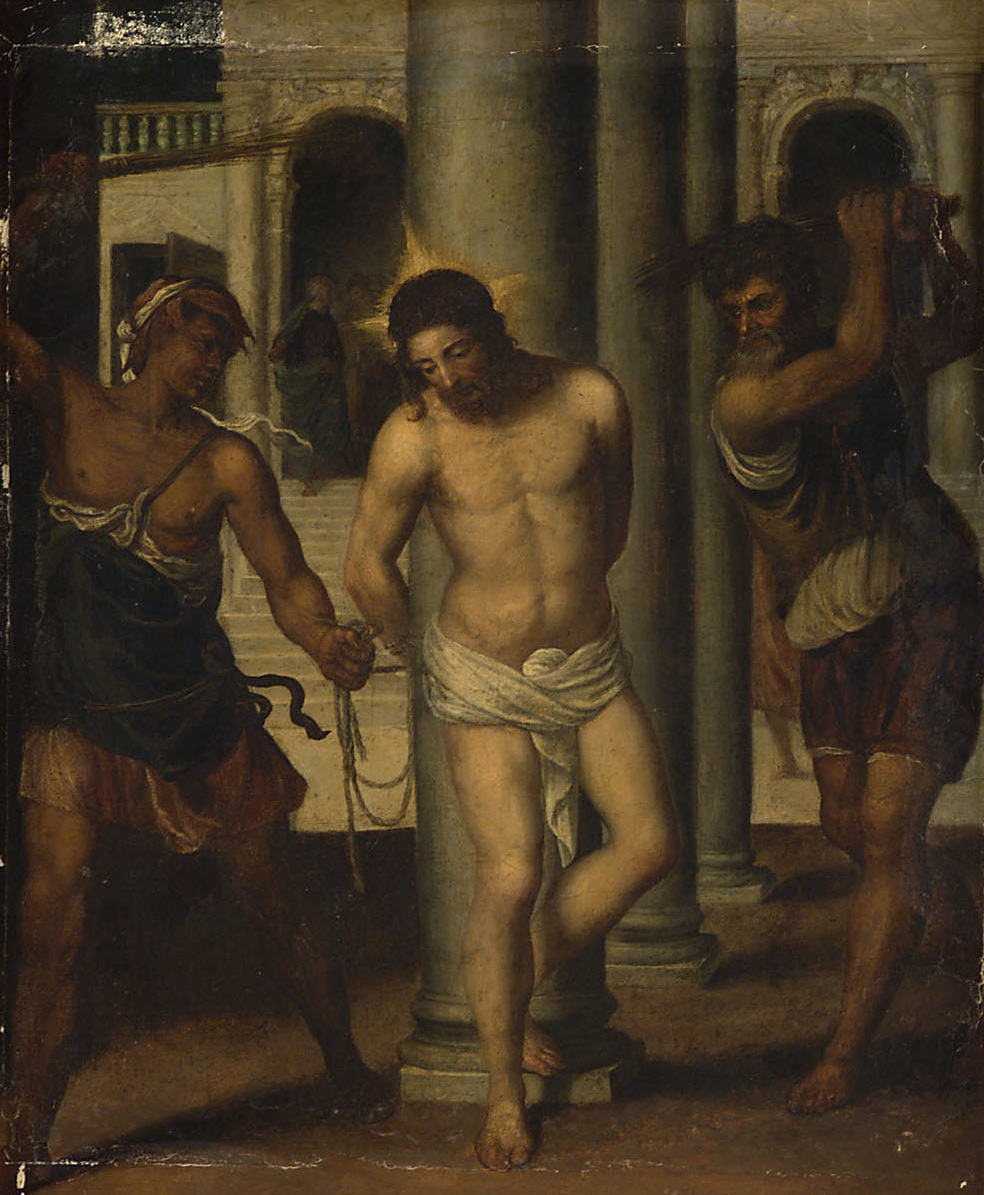
『キリストの鞭打ち』 美術史美術館
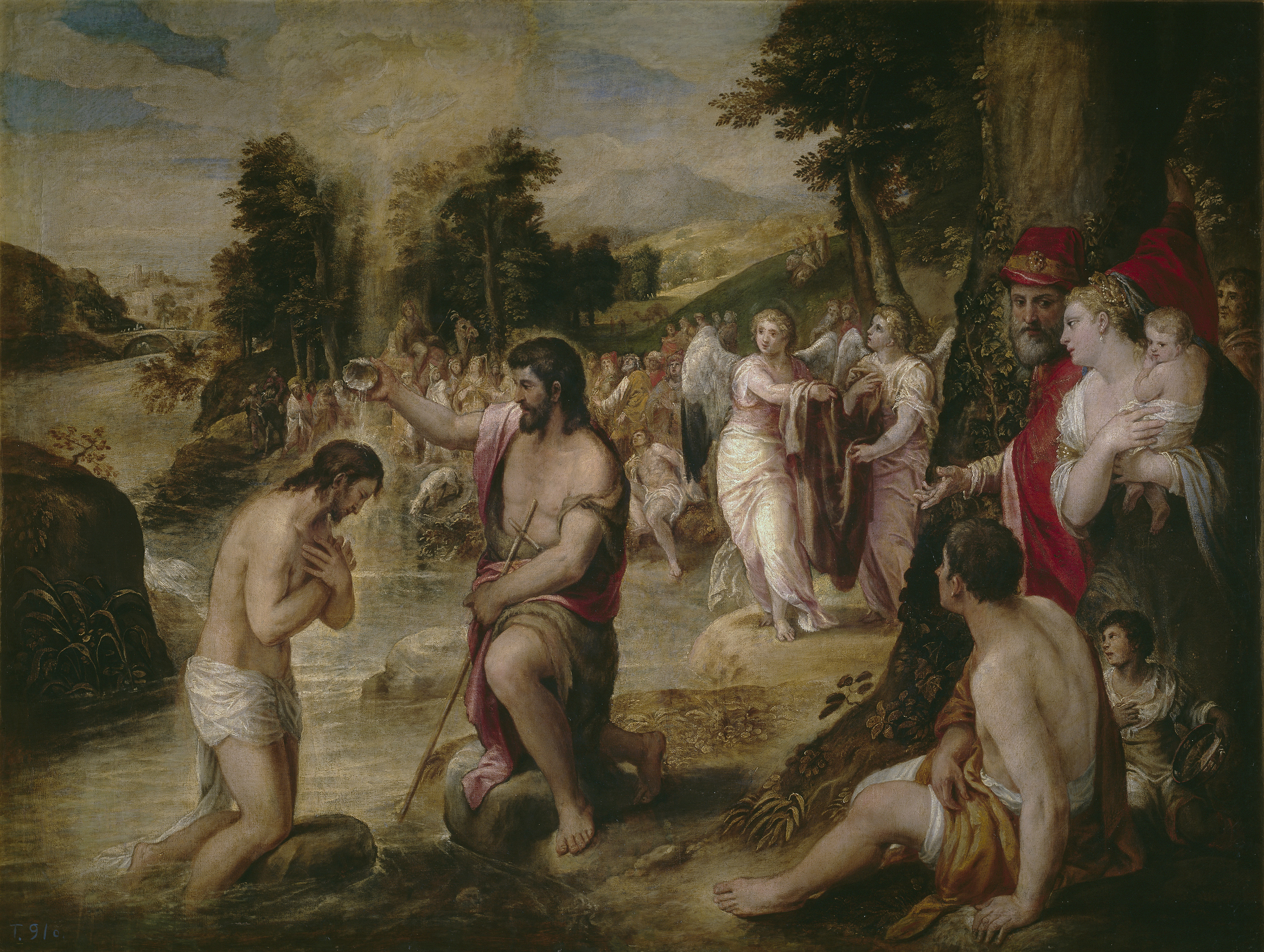
『キリストの洗礼』 プラド美術館
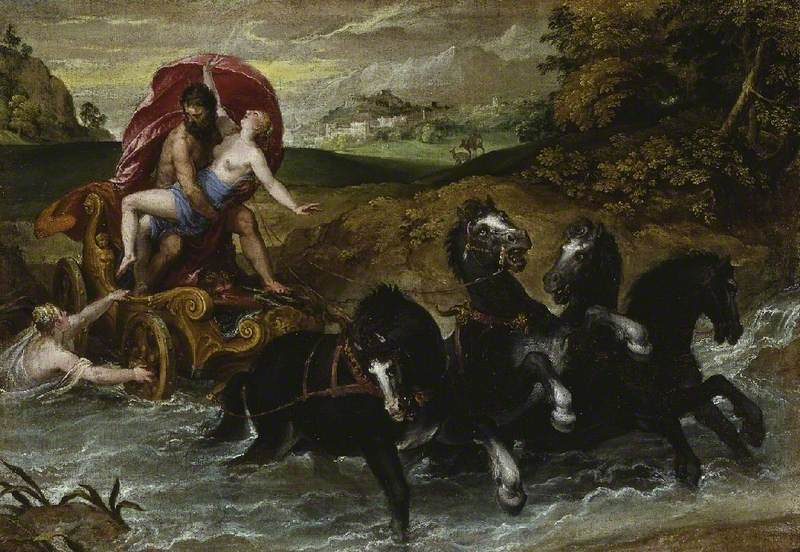
『サビニの女たちの略奪』 フィッツウィリアム美術館